# Palestina i olympiska sommarspelen 1996
Palestina deltog i de olympiska sommarspelen 1996 med en trupp bestående av två deltagare, men ingen av landets deltagare erövrade någon medalj.

## Friidrott
Herrarnas 10 000 meter
- Majed Abu Maraheel
  - Heat 1: 34:40,50 (gick inte vidare)